# نيويورك ليبرتي
نيويورك ليبرتي (بالإنجليزية: New York Liberty)‏ هو فريق كرة سلة أمريكي للمحترفات، تأسس في سنة 1997 يقع مقره في نيويورك ويدربه بيل لايمبير. يلعب في دوري الاتحاد الوطني لكرة السلة النسائية ووصل إلى النهائي في سنة 2002.

## وصلات خارجية
- الموقع الرسمي